# Pneumatopteris florencei
Pneumatopteris florencei ist seit 2019 eine Pflanzenart aus der Gattung Pneumatopteris innerhalb der Familie der Sumpffarngewächse (Thelypteridaceae). Sie ist nur von der Insel Hiva Oa, die zu den Marquesas-Inseln im südlichen Pazifik gehört, bekannt.

## Beschreibung
Pneumatopteris florencei ist eine ausdauernde krautige Pflanze. Sie wächst als terrestrischer Farn. Er bildet ein kriechendes Rhizom, welches bis zu 1 Zentimeter dick ist.
An jedem Rhizom stehen die Wedel in lockeren Gruppen zusammen. Die unbehaarten Wedelstiele sind hell- bis strohbraun, weisen eine Länge von bis zu 70 Zentimetern sowie im oberen Teil Durchmesser von bis zu 0,9 Zentimetern auf. Die Basis der Stiele ist spärlich mit braunen, lanzettförmigen Schuppen bedeckt. Am Übergang vom Stiel zum eigentlichen Wedel findet man etwa zehn Paare an stark reduzierten Fiederblättchen, welche 0,1 bis 1 Zentimeter lang sind. Die Fiederblattpärchen stehen in einen Abstand von 2,5 bis 4 Zentimeter zueinander.
Die einfach gefiederten Wedel erreichen ohne das zurückgebildete oberste Fiederblatt eine Länge bis zu 60 Zentimetern, verjüngen sich zur fiederspaltigen Spitze hin und enthalten bis zu 30 Paare an ledrigen Fiederblättern. Die größten der Fiederblätter sind bis zu 12 Zentimeter lang, zwischen rund 1,7 Zentimeter breit und weisen an ihrer Basis konisch geformte und angeschwollene Aerophoren auf. Diese Aerophoren können bis zu 0,5 Millimeter groß sind. Die Basis der Fiederblätter ist nicht geöhrt, während die Spitze geschwänzt bis zugespitzt ist. Die Fiederblätter sind auf zwei Fünftel bis zur Hälfte ihrer gesamten Breite gelappt, wobei die drei bis vier Millimeter langen Lappen abgeschrägt bis leicht sichelartig geformt sind und annähernd zugespitzte bis abgerundete Spitzen haben. Die auffälligen Blattadern sind vor allem auf der Unterseite der Fiederblättchen deutlich erkennbar. Sowohl die Oberfläche der Blattunterseite als auch die Blattadern können fast unbehaart sein oder mit wenigen, weniger als 0,1 Millimeter langen Haaren bedeckt sein. Der Blattmittelnerv auf der Unterseite weist anliegende bis leicht abstehende hellbraune Schuppen auf, welche bei einer Länge von rund 2 Millimetern sowie einer Breite von etwa 0,2 Millimetern unförmig geformt sind. Gelblich gefärbte Blattdrüsen fehlen vollständig. Die Blattoberseite ist unbehaart.
Die Sori stehen mittig im Blatt und weisen kein Indusium auf. Die Sporangien weisen gelbliche, kapselartige Drüsen auf, welche rund 0,1 Millimeter groß sind.

## Vorkommen
Pneumatopteris florencei ist ein Endemit der Insel Hiva Oa, die zu den Marquesas-Inseln im südlichen Pazifik gehört. Pneumatopteris florencei ist bisher nur vom Typusfundort an der Straße zwischen Atuona und Hanamenu bekannt. Pneumatopteris florencei wächst dort in montanen Regenwäldern vergesellschaftet mit Crossostylis biflora, Freycinetia-Arten, Metrosideros collina und Weinmannia marquesana.

## Systematik
Die Erstbeschreibung erfolgte 2011 unter dem Namen Cyclosorus florencei durch Alan Reid Smith und David H. Lorence und in PhytoKeys. Das Artepitheton florencei ehrt Jacques Florence, der sich um die Erforschung der Flora der Marquesas-Inseln sowie Französisch-Polynesiens verdient gemacht hat. 2019 wurde die Neukombination zu Pneumatopteris florencei (A.R.Sm. & Lorence) A.R.Sm. & Lorence veröffentlicht.
Pneumatopteris florencei ist möglicherweise eng mit der Art Pneumatopteris glandulifera (Brack.) Holttum, welche auf Rarotonga, Samoa, den Salomonen und auf den Neuen Hebriden vorkommt sowie mit der auf Rapa Iti heimischen Art Pneumatopteris stokesii (E.D.Br. ex E.D.Br. & F.Br.) Holttum verwandt.